# 城东街道 (来宾市)
城东街道，是中华人民共和国广西壮族自治区来宾市兴宾区下辖的一个乡镇级行政单位。

## 行政区划
城东街道下辖以下地区：
镇北社区、镇东社区、镇西社区和水落社区。